# 크라이 오브 더 시티
크라이 오브 더 시티(Cry of the City)는 미국에서 제작된 로버트 시오드맥 감독의 1948년 범죄, 드라마 영화이다. 빅터 머추어 등이 주연으로 출연하였다.

## 출연

### 주연
- 빅터 머추어
- 리처드 콘트
- 프레드 클락

### 조연
- 쉘리 윈터스
- 베티 가드
- 베리 크뢰거
- 토미 쿡